# Finestret
Finestret település Franciaországban, Pyrénées-Orientales megyében. Lakosainak száma 201 fő (2022. január 1.). Finestret Vinça, Joch, Glorianes, Baillestavy és Espira-de-Conflent községekkel határos.

## Földrajz

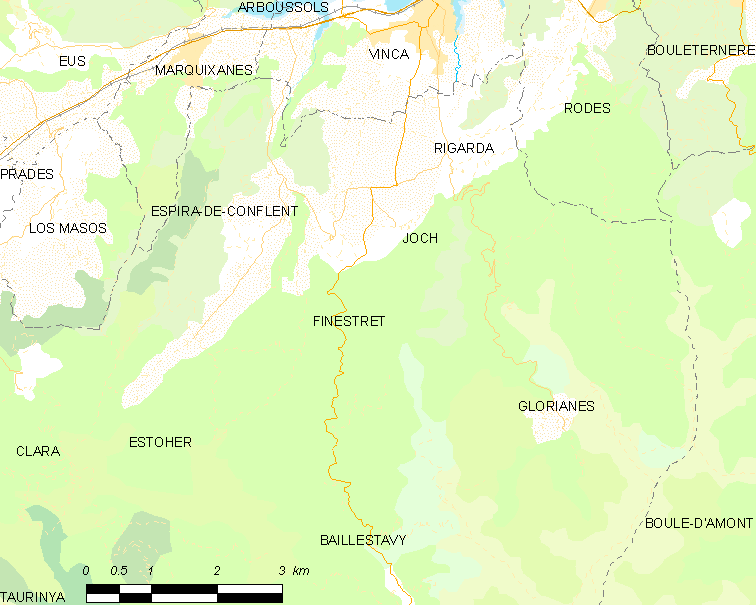
Finestret és környéke

## Népesség
A település népességének változása:
| Lakosok száma | 194  | 185  | 187  | 176  | 184  | 192  | 200  | 201  | 201  |
|               | 2013 | 2015 | 2016 | 2017 | 2018 | 2019 | 2020 | 2021 | 2022 |